# Bernard Coy
Pour les articles homonymes, voir Coy.
Bernard Paul Coy est né le 13 février 1900 à New Haven dans le Kentucky et est décédé le 4 mai 1946 à la prison d'Alcatraz à San Francisco aux États-Unis. Ce criminel américain est connu pour avoir été le principal organisateur de la fameuse « bataille d'Alcatraz » ayant eu lieu du 2 au 4 mai 1946, au cours de laquelle il perdit la vie.

## Biographie

### Jeunesse et détention à Alcatraz
Bernard Coy a passé sa jeunesse dans son état natal, le Kentucky puis, ayant été soumis à la pauvreté durant la Grande dépression, il s'est tourné vers le banditisme durant cette époque. En 1937, il a été condamné à 25 ans de prison pour un vol à main armée. À la suite d'une tentative d'évasion, il est transféré du pénitencier d'Altlanta à celui d'Alcatraz,où il devient agent d'entretien des cellules. Ayant durant ses heures de travail repéré une faille dans la sécurité de la prison lui permettant d'accéder à la galerie d'armes du pénitencier, il s'allie avec cinq autres détenus (Joe Cretzer, Marvin Hubbard, Sam Shockley, Miran Thompson et Clarence Carnes) pour préparer avec eux une tentative d'évasion.

### «Bataille d'Alcatraz»
Pour mener à bien son plan, Coy, qui était le cerveau du groupe, parvient à se procurer, grâce à l'aide de ses complices, un écarteur de barres. Le 2 mai 1946, il parvient à écarter les barres de la galerie d'armes, se glisse ensuite entre elles et se procure des armes pour ses complices ainsi que pour lui-même, tout en ayant au préalable maîtrisé le gardien. Coy et ses complices prennent ensuite le contrôle de la prison, seize gardiens étant blessés, deux tués et neuf retenus en otages dans deux cellules de la prison.
Les six détenus avaient pour projet de s'emparer de la clef de la cour de la prison, pour ensuite rejoindre le quai de l'île et s'enfuir à bord du bateau de la prison. Néanmoins, malgré leurs recherches, ils ne parvinrent pas à mettre la main sur cette clef, Bill Miller, l'un des gardiens retenus en otage, l'ayant conservée sur lui. Ils essayèrent donc plusieurs autres clefs avant de finalement mettre la main sur la bonne après une fouille des gardiens captifs et des cellules. Pour autant, la porte ne s'ouvrit pas car elle avait été bloquée en essayant la serrure avec différentes clés, comme elle était conçue pour le faire. Les détenus furent donc bloqués dans l'enceinte du pénitencier.
Le 4 mai, l'armée, les gardes-côtes et les marines interviennent mais les six complices refusèrent de se rendre. Les militaires jetèrent des bombes à fragmentation dans les puits d'aération de la prison. Après la reprise du contrôle du pénitencier par l'armée à l'aide de grenades, les cadavres de Coy et de deux de ses complices (Cretzer et Hubbard) furent retrouvés dans le couloir de service, où ils s'étaient réfugiés. Le corps de Bernard Coy fut ensuite enterré au Woodlawn Memorial Park Cemetery, un cimetière de San Francisco, où reposent de nombreux personnages historiques californiens.